# سینگدین

سینگدین شهری در شهرستان کایائو در استان بازگا در بورکینافاسوی مرکزی است و جمعیت آن ۲۱۲۷ نفر است.